# Överkiminge kyrkoby
Överkiminge kyrkoby (finska: Ylikiimingin kirkonkylä) är en tätort (finska: taajama) i Uleåborgs stad (kommun) i landskapet Norra Österbotten i Finland. Fram till 2009 var Överkiminge kyrkoby centralorten för kommunen med samma namn. Vid tätortsavgränsningen den 31 december 2021 hade Överkiminge kyrkoby 685 invånare och omfattade en landareal av 2,67 kvadratkilometer.